# Ґрабняк (Ґарволінський повіт)
Ґрабняк (пол. Grabniak) — село в Польщі, у гміні Соболев Ґарволінського повіту Мазовецького воєводства.
Населення — 243 особи (2011).
У 1975-1998 роках село належало до Седлецького воєводства.

## Демографія
Демографічна структура станом на 31 березня 2011 року:
|          | Загалом | Допрацездатний вік | Працездатний вік | Постпрацездатний вік |
| -------- | ------- | ------------------ | ---------------- | -------------------- |
| Чоловіки | 110     | 16                 | 77               | 17                   |
| Жінки    | 133     | 28                 | 69               | 36                   |
| Разом    | 243     | 44                 | 146              | 53                   |